# Nowyj Podił
Nowyj Podił (ukr. Новий Поділ) – wieś na Ukrainie, w obwodzie czernihowskim, w rejonie pryłuckim, w hromadzie Icznia. W 2001 liczyła 204 mieszkańców.